# Feuilleea stipulata
Feuilleea stipulata là một loài thực vật có hoa trong họ Cucurbitaceae. Loài này được (DC.) Kuntze mô tả khoa học đầu tiên năm 1891.